# Борнейски димен леопард
Борнейският димен леопард (Neofelis diardi), известен още като явански опушен леопард, зондски леопард, леопард на Диар или облачен леопард, е хищник от семейство Коткови, смятан до неотдавна за подвид димен леопард, който носи името на френския натуралист и изследовател Пиер Диар, описал го пръв през XIX век.

## Разпространение
Разпространен е в тропическите гори на островите от Малайския архипелаг: Борнео, Суматра, островите Бату, Палаван, китайските Хималаи и Южен Индокитай, но навсякъде е много рядък.

## Обща характеристика
Зондските димни леопарди се отличават от тези на континента по шарките и като цяло по-тъмната си окраска, но всъщност на външен вид и по начин на живот двата вида лесно могат да бъдат сбъркани. Размитата му окраска на козината – с големи тъмни петна, му позволява да остане незабелязан сред дърветата на влажните гори, които обитава. Горните кучешки зъби на тази котка са тънки и фино назъбени от задната страна. Структурата на тези зъби е помогнала на учените да проследят родството на леопарда със съблезъбите хищници, изчезнали преди хиляди години. Мъжките достигат на дължина от 60 до 110 см и тегло 20-25 кг, а женските са с дължина 50-80 см и тегло 12-15 кг. Скорошни генетични изследвания обаче сочат поне 40 ключови разлики в ДНК-то на двата вида, което ги прави приблизително толкова различни колкото лъва и тигъра. Предполага се, че популациите от Борнео, както и тези от Суматра, са се отделили от континенталните преди около 1,4 млн. години..

## Опазване
Последните изследвания изчисляват дивата популация на тези животни на между 5 и 11 хиляди екземпляра на о-в Борнео и 3-7 хил. на Суматра. Проучване проведено през 2006 г. в Сабах (Североизточен Борнео) установява 1500 – 3200 екземпляра в тамошната популация, като от тях само около 400 леопарда обитават защитени зони. Въпреки че във всички страни в които се среща борнейският димен леопард е защитен, той продължава да бъде преслеследван от бракониери, но главната заплаха за него, както и за множество други местни видове, си остава безогледното изсичане на горите.